# チャム

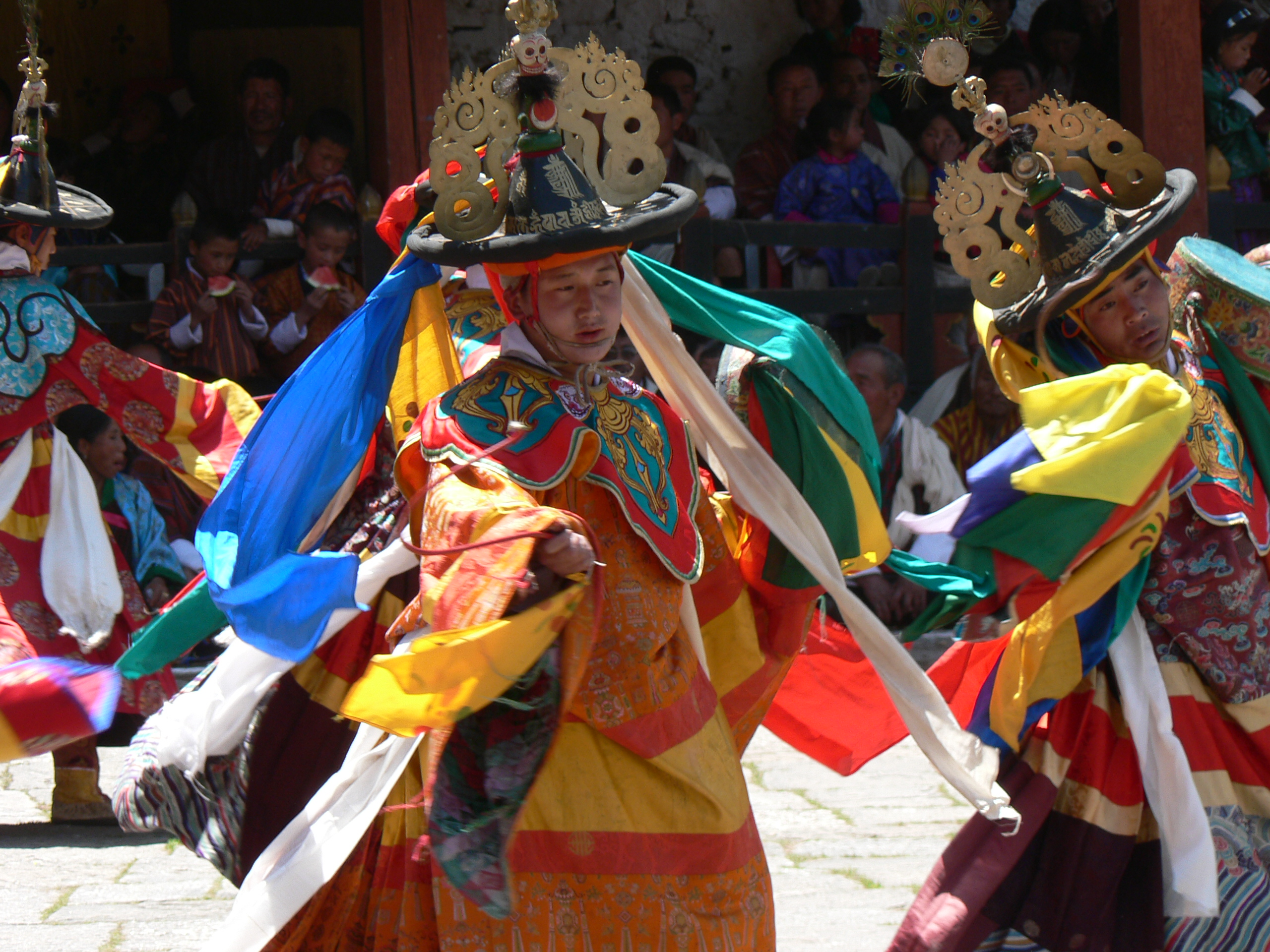
シャ・ナ

チャム(འཆམ)とはチベット仏教の各宗派で演じられる舞踊である。俗人達の集まる公開された法要において、基本的に僧侶によって演じられる。

## 概要
チャムはチベット仏教圏の人々の彼岸のイメージを具現化する舞踊とされ、敬虔なチベット仏教徒にとっては三次元で表されるマンダラに相当する。神や神格化された人物・動物を象徴する仮面（ボク）をつけた踊りが有名だが、シャ・ナのように仮面を着けずに演じられるチャムもある。
チャムで使われる仮面はほとんどが木製であり、ルネ・ド・ネベスキー＝ヴォイコヴィッツの調査では、チャムに登場する神々は俗世に関係のある低級神「ラ」(lha)と、「ナムツォラ」（毘沙門天）など俗世の外に座す高位神に分けられるという。
年少の僧の踊るチャムは低級の神々であり、ジャンプやステップを繰り返す動きの速さに特徴がある。年長の僧のチャムは豪華で重い衣装のために動きは緩慢だが、大きくダイナミックな動作と重厚な鳴り物によって特異な空間を作る。魔を調伏するなど、儀式において重要な意味を持つチャムは実践が非常に難しく、修行や経験を積んだ僧侶によって演じられる。

## 無形文化遺産
ブータンのダミツェ・ンガ・チャムは2005年に人類の口承及び無形遺産の傑作の宣言に、2008年にユネスコの無形文化遺産に登録された。